# (3560) Chenqian
(3560) Chenqian es un asteroide perteneciente al cinturón de asteroides, descubierto el 3 de septiembre de 1980 por el equipo del Observatorio de la Montaña Púrpura desde el Observatorio de la Montaña Púrpura, Nankín (China).

## Designación y nombre
Designado provisionalmente como 1980 RZ2. Fue nombrado Chenqian en homenaje a "Chen Qian" director del Museo de Historia de la Astronomía de China.